# رفح (فلسطين)
رفح هي مدينة فلسطينية حدودية، ومركز محافظة رفح. تقع في أقصى جنوب قطاع غزة التابع للسلطة الفلسطينية، وتبعد عن القدس حوالي 107 كم إلى الجنوب الغربي. تعتبر المدينة أكبر مدن القطاع على الحدود المصرية، حيث تبلغ مساحتها 55 كم2، وقد بلغ عدد سكانها عام 2006 قرابة 120,000 نسمة.
تعتبر مدينة رفح من المدن التاريخية القديمة فقد أُنشأت قبل خمس آلاف سنة ولقد غزاها الفراعنة والأشوريون والإغريق والرومان. قُسمت مدينة رفح إلى شطرين بعد اتفاقية كامب ديفيد، حيث استعادت مصر سيناء. عندما انسحبت إسرائيل من سيناء في عام 1982 تم تقسيم رفح إلى جزءان الأول رفح الفلسطينية والثاني رفح من جانب مصر، أدى ذلك إلى ضرر وتشريد العائلات وتم الفصل بينهم بحواجز من الأسلاك الشائكة. ودُمر مركز مدينة رفح بواسطة إسرائيل والحكومة المصرية. والسبب هو لإنشاء الحدود بين مصر وقطاع غزة. وتقدر مساحة ما ضم إلى الجانب المصري حوالي 4000 دونم وبقي من مساحة أراضيها 15500 دونم اقتُطِعَ منها حوالي 3500 دونم للمستوطنات.
تبلغ مساحة قطاع غزة (365 كم2) وتعتبر من أكثر مناطق العالم اكتظاظاً بالسكان، ويتكون القطاع من خمس محافظات، هي محافظة شمال غزة (المساحة: 61 كم2)، محافظة غزة (المساحة: 74 كم2)، محافظة الوسطى (المساحة: 58 كم2)، محافظة خان يونس (المساحة: 108 كم مربعا)، ومحافظة رفح (المساحة: 64 كم2)، وتضم محافظات قطاع غزة ثمانية مخيمات هي:(مخيم جباليا، مخيم الشاطئ، مخيم رفح، مخيم خان يونس، مخيم البريج، مخيم المغازي، مخيم النصيرات، ومخيم دير البلح).

## التسمية
عُرفت المدينة بأسماء عدة، عرفها الفراعنة باسم (روبيهوي) وأطلق عليها الآشوريون اسم (رفيحو) وأطلق عليها الرومان واليونان اسم (رافيا) وأطلق عليها العرب اسم رفح، ومما زاد من أهميتها عبر التاريخ مرور خط السكة الحديدية الواصل بين القاهرة وحيفا في أراضيها، وقد اقتلع هذا الخط بعد عام 1967. ولقد تغير اسمها من روبيهوا عند الفراعنة أو رافيهو عند الأشوريين الي الاسم الحالي.

## التاريخ
رفح مدينة قديمة جداً جذورها ضاربة في القدم، وحملت الكثير من الأسماء على مر العصور وشهدت الكثير من المواقع الحربية الشهيرة، عُرفت رفح باسم رافيا زمن الكنعانيين وجاء في الموسوعة العربية الميسرة أن مدينة رفح مدينة قديمة على حدود مصر بشبه جزيرة سيناء على البحر المتوسط واسمها رابح بالمصري القديم ورافيا باليونانية وكان يمر بها زمن العثمانيين طريق يربط مصر ببلاد الشام، رفح من المدن الكنعانية القديمة وفي زمن الآشوريين كانت تسمى رفيحو.
وقد مرت رفح بأحداث تاريخية هامة منذ العصور القديمة وذلك لتميز موقعها الذي يعتبر البوابة الفاصلة بين مصر والشام. وفي عهد الآشوريين في القرن الثامن قبل الميلاد حدثت معركة عظيمة بين الآشوريون والفراعنة الذين تحالفوا مع ملك غزة. وقد آل النصر في هذه المعركة للآشوريين وفي عام 217 قبل الميلاد حدثت معركة في رفح بين البطالمة حكام مصر والسلوقيين حكام الشام وبذلك خضعت رفح وسوريا لحكم البطالمة مدة 17 عاما إلى أن عاد السلوقيون واسترجعوها.
أما في العهد المسيحي اعتبرت رفح مركزا لأسقفية إلى أن فتحها المسلمون العرب على يد عمرو بن العاص في عهد الخليفة بن الخطاب.
إلا انه في القرن السابع للهجرة لم يعد لرفح عمران فأصبحت خرابا ثم عادت للازدهار بعد ذلك.وقد مر بها نابليون عام 1799 في حملته الفرنسية على بلاد الشام كما زارها كل من الخديوي إسماعيل والخديوي عباس حلمي الثاني الذي رسم الحدود بين سوريا ومصر من خلال عمودي غرانيت وضعوا تحت شجرة السدرة القديمة.
وفي عام 1906 حدث خلاف بين العثمانيين والبريطانيين حول ترسيم الحدود بين مصر والشام. وفي عام 1917 خضعت رفح للحكم البريطاني الذي فرض الانتداب على فلسطين. وفي عام 1948 دخل الجيش المصري رفح وبقيت تحت الإدارة المصرية إلى أن احتلها اليهود في عام 1956 ثم عادت للإدارة المصرية عام 1957 حتى عام 1967 حيث احتلها اليهود. وبعد توقيع اتفاقيات كامب ديفيد استعادت مصر سيناء وضعت أسلاك شائكة لتفصل رفح سيناء عن رفح الأم. وتقدر مساحة ما ضم إلى الجانب المصري حوالي 4000 دونم وبقى من مساحة أراضيها 55000 دونم اقتطع منها حوالي 3500 دونم للمستوطنات.

## الجغرافيا
تقع في أقصى جنوب قطاع غزة وتبعد عن مدينة غزة حوالي 35 كم وعن خان يونس 10 كم، ويحدها من الغرب البحر المتوسط ومن الشرق خط الهدنة عام 48 ومن الجنوب الحدود المصرية الفلسطينية، وتعتبر أكبر مدن القطاع على الحدود المصرية، حيث تبلغ مساحتها 55 كم2.

### التقسيم الإداري
مخيمات رفح 
- مخيم الشابورة
- المخيم الغربي
- مخيم يبنا
- مخيم بدر
- مخيم كند
- المخيم السعودي

احياء رفح
- حي البرازيل
- حي الجنينة
- حي خربة العدس
- حي التنوروالمشروع
- حي السلام

موقع مدينة رفح جنوب قطاع غزة، فلسطين.

- حي الشعوث والبراهمة والصوفي كلها أسماء لمنطقة واحدة
- حي الزعاربة أو رفح الغربية
- حي الحشاش
- حي ثل السلطان (مخيم بدر -مخيم كندا-المشروع السعودي1,2,3-مشروع UNDP-ارض البراهمة (أبو زهري))

 قرى رفح
- شوكة الصوفي قرية بدوية وسميت بهذا الاسم بسبب ربط الباشا حماد الصوفي فرسه بالقرب من شوكة في تلك المنطقة
- البيوك حجر يقع في أقصى الشمال الشرقي لمدينة رفح وسميت نسبة لعائلة البيوك.
- مصبح تقع بالقرب من البيوك وسميت أيضا نسبة لعائلة مصبح التي تقطن القرية.
- مشروع عامر ما بين منطقة حي التنور وشوكة الصوفي
- (قرية النصر) تقع في شمال مدية رفح.
- (موراج وعريبة)تقعان في الشمال الغربي لمدينة رفح.
- (العزبة) وتقع على شاطئ محافظة رفح.

### المناخ
يتأثر مناخ رفح بقربها من البحر وهو مناخ حار وجاف صيفاً ومعتدل الأمطار شتاءً ويصل منسوب الأمطار في الشتاء إلى 250 مللم. بالرغم من أن محافظة رفح تطل على البحر الأبيض المتوسط، إلا أن مناخها يعتبر شبه صحراوي، إذ تصل درجات الحرارة صيفا في أحيائها إلى (38) درجة مئوية، في حين تنخفض درجات الحرارة في فصل الشتاء إلى نحو (10) درجات مئوية.
| البيانات المناخية لـقطاع غزة | البيانات المناخية لـقطاع غزة | البيانات المناخية لـقطاع غزة | البيانات المناخية لـقطاع غزة | البيانات المناخية لـقطاع غزة | البيانات المناخية لـقطاع غزة | البيانات المناخية لـقطاع غزة | البيانات المناخية لـقطاع غزة | البيانات المناخية لـقطاع غزة | البيانات المناخية لـقطاع غزة | البيانات المناخية لـقطاع غزة | البيانات المناخية لـقطاع غزة | البيانات المناخية لـقطاع غزة | البيانات المناخية لـقطاع غزة |
| الشهر                        | يناير                        | فبراير                       | مارس                         | أبريل                        | مايو                         | يونيو                        | يوليو                        | أغسطس                        | سبتمبر                       | أكتوبر                       | نوفمبر                       | ديسمبر                       | المعدل السنوي                |
| ---------------------------- | ---------------------------- | ---------------------------- | ---------------------------- | ---------------------------- | ---------------------------- | ---------------------------- | ---------------------------- | ---------------------------- | ---------------------------- | ---------------------------- | ---------------------------- | ---------------------------- | ---------------------------- |
| متوسط درجة الحرارة الكبرى °ف | 63                           | 63                           | 68                           | 79                           | 84                           | 88                           | 91                           | 91                           | 88                           | 82                           | 75                           | 66                           | 78                           |
| متوسط درجة الحرارة الصغرى °ف | 45                           | 45                           | 48                           | 55                           | 59                           | 64                           | 68                           | 70                           | 66                           | 63                           | 54                           | 46                           | 57                           |
| الهطول إنش                   | 3.0                          | 1.9                          | 1.5                          | 0.2                          | 0.1                          | 0                            | 0                            | 0                            | 0                            | 0.6                          | 1.8                          | 2.8                          | 11.9                         |
| متوسط درجة الحرارة الكبرى °م | 17                           | 17                           | 20                           | 26                           | 29                           | 31                           | 33                           | 33                           | 31                           | 28                           | 24                           | 19                           | 26                           |
| متوسط درجة الحرارة الصغرى °م | 7                            | 7                            | 9                            | 13                           | 15                           | 18                           | 20                           | 21                           | 19                           | 17                           | 12                           | 8                            | 14                           |
| الهطول مم                    | 76                           | 49                           | 37                           | 6                            | 3                            | 0                            | 0                            | 0                            | 0                            | 14                           | 46                           | 70                           | 301                          |
| المصدر: قناة الطقس           |                              |                              |                              |                              |                              |                              |                              |                              |                              |                              |                              |                              |                              |

## السكان
يقسم سكان رفح الفلسطينية إلى قسمين القسم الأول هم سكان رفح الاصليين والثاني هم لاجئين الذين هاجروا أثر حرب 1948.
عام 1922 كان عدد سكان رفح 599 نسمة، وارتفع إلى 2220 عام 1945. وفي عام 1982 كان إجمالي عدد السكان حوالي 10,800 نسمة.
وحسب تعداد السكان عام 1997 للجهاز المركزي للإحصاء الفلسطيني، بلغ تعداد سكان رفح ومخيم رفح حوالي 91,181 نسمة ، وتم إدراج مخيم تل السلطان مع عدد سكان 17,141 نسمة. شكل اللاجئون 80.3٪ من مجموع السكان. وفي تعداد عام 1997، كان الذكور والإناث في مدينة رفح مع مخيم رفح حوالي 50.5٪ ذكور و49.5٪ إناث.
في تقديرات الجهاز المركزي للإحصاء الفلسطيني لعام 2006، كان عدد سكان مدينة رفح 71،003 نسمة.

## الاقتصاد
اشتهرت مدينة رفح منذ زمن بالزراعة فهو المصدر الغذائي للمدينة وتصل الأراضي الزراعية في المدينة حوالى 30% من مجموع اراضي المدينة وتشتهر بزراعة الزيتون وبزراعة وتصدير الورد، إضافة إلى التوت البري والبطاطا البندورة والخيار والحمضيات. تعتمد المدينة على المياه الجوفية فهي المصدر الوحيد لري والشرب. تقدر المساحة المزروعة في رفح حوالي 7500 دونم تزرع مختلف أنواع المزروعات كالحمضيات واللوزيات والخضراوات ويعمل في هذا المجال ما يزيد عن ألف مواطن، تطورت الزراعة فيها وأخذت تستخدم الوسائل الحديثة والطرق العلمية في الزراعة، وازدهرت الحركة التجارية في رفح نتيجة لتدفق رؤوس الأموال من أبنائها العاملين في الخارج، تقتصر الصناعة على الصناعات البسيطة كصناعة الألبان والألبسة والحلوى بالإضافة إلى العديد من الورش الصغيرة.

## النقل والمعابر
- معبر رفح البري

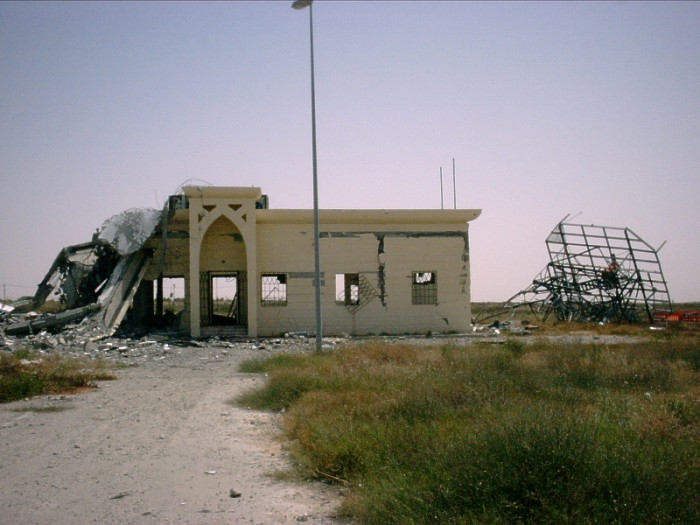
مطار ياسر عرفات الدولي بالقرب من رفح، والذي دمر على يد الجيش الإسرائيلي

يقع في المنطقة الجنوبية اخر الطريق الفاصل ما بين مدينة رفح وشوكة الصوفي وهوا معبر دولي ومنفذ قطاع غزة على جمهورية مصر العربية.
- مطار رفح الدولي وقد بُني في عهد السلطة الوطنية وتم ايقاف العمل به بعد انتفاضة الأقصى وتم تدميره من قبل قوات الاحتلال في عام 2006

ويقع على أراضي بلدية شوكة الصوفي شرق محافظة رفح.
- بوابة صلاح الدين الايوبي وتقع في نهاية شارع صلاح الدين جنوب رفح ويحدّها من الغرب بلوكO ومن الشرق حي القشوط.
- معبر كرم أبو سالم أو كيرم شالوم وهوا معبر جديد يقع أقصى شرق جنوب قطاع غزة ورفح وتم افتتاحه ليكون بديل عن معبر المنطار بغزة ويقع على اراضي بلدية شوكة الصوفي وهوا منفذ بين غزة وإسرائيل.
- معبر صوفا يقع أقصى شمال شرق رفح وهو صغير مقارنةً بمعبر كرم أبو سالم، ويستخدم لإدخال الأعلاف والفاكهة من الجانب الإسرائيلي.
- المحررات ما كانت تسمى سابقاً بمجمع غوش قطيف وهي أراضي شاسعة وخلابة الجمال تقع في غرب محافظة رفح.
- الشاطئ وهو شاطئ البحر الأبيض المتوسط ويقع أقصى غرب محافظة رفح ويعرف بجماله مقارنة بشواطئ القطاع ونظافة مياهه ويبلغ طولهما يقارب 6 كيلوا متر.

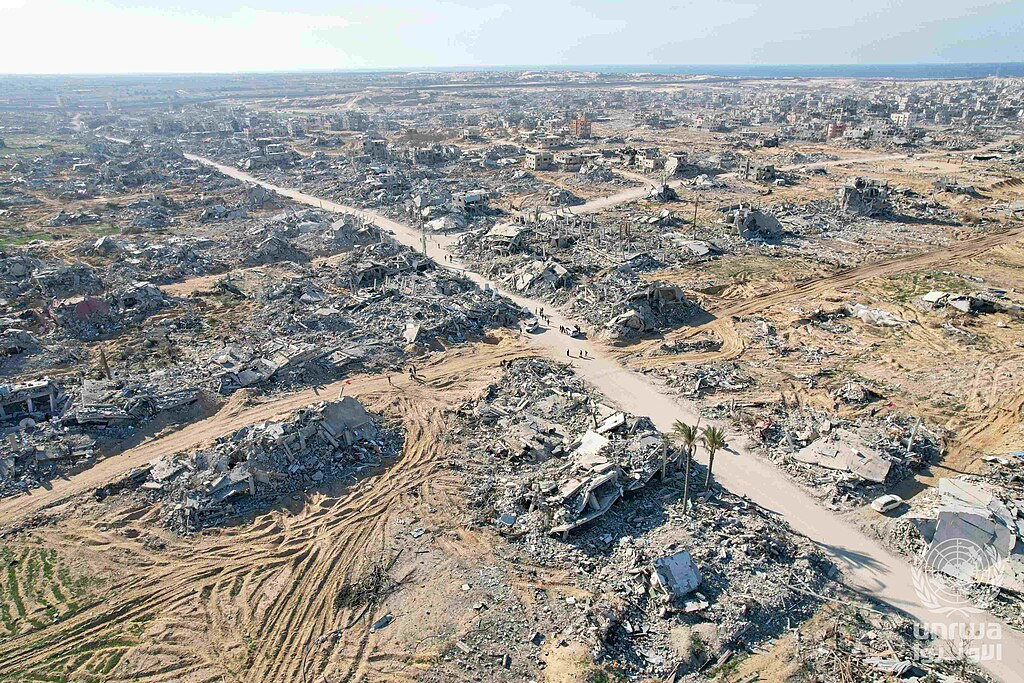
منظر جوي يظهر الدمار في رفح بعد انسحاب القوات الإسرائيلية ومع سريان وقف إطلاق النار في قطاع غزة 2025

## التعليم
تضم مدينة رفح حوالي 43 مدرسة ابتدائي وإعدادي وثانوي تحت إشراف كل من وكالة الغوث والسلطة الوطنية الفلسطينية
مدارس الوكالة 26 مدرسة - مدارس حكومية 17 مدرسة
المؤسسات الصحية في المدينة
تفتقر مدينة رفح إلى المرافق الصحية قياساً بعدد السكان، حيث يوجد في المدينة مركز صحي واحد وأربع عيادات حكومية ووكالة المنشآت في مدينة رفح مطار غزة الدولي
يعتبر مطار غزة الدولي أحد رموز السيادة الوطنية الفلسطينية، حيث تم تشييد هذا الصرح العملاق بعد قدوم السلطة الوطنية، ويعتبر الرافد الجوي الوحيد في فلسطين، حيث تم تشييد المطار وفق أحدث النظم والمواصفات العالمية ويتسع مهبط الطائرات لحوالي 15 طائرة من جميع الأنواع ويعتبر هذا المطار من الإنجازات التي يفخر بها الشعب الفلسطيني.